# میشله فسکارینی
میشله فسکارینی (انگلیسی: Michele Foscarini; ۱ ژانویهٔ ۱۶۳۲ – ۱ ژانویهٔ ۱۶۹۲) تاریخ‌نگار اهل ونیز بود که کتاب تاریخ ونیز اثر اوست.